# Bilto
Bilto est un quotidien hippique français dont la promotion a été assurée par Guy Lux.

## Résultats financiers
La société Turf Éditions a réalisé en 2016 un chiffre d'affaires de 63 724 900 €, dégagé un résultat de 2 052 400 € et employé 147 collaborateurs.
Les comptes 2017 ne sont pas disponibles.